# Yêu tinh (phim 2015)
Yêu tinh (Poltergeist) là một bộ phim kinh dị siêu nhiên Mỹ 2015 của đạo diễn Gil Kenan do David Lindsay-Abaire viết và sản xuất bởi Sam Raimi. Đây là phiên bản làm lại của phim cùng tên 1982, với sự tham gia của Sam Rockwell, Rosemarie DeWitt, Jared Harris và Jane Adams. Phim được phát hành vào ngày 22 tháng 5 năm 2015 bởi 20th Century Fox, nhận được nhiều đánh giá tích cực từ chuyên môn và có doanh thu trên $95 triệu.

## Phân vai
- Sam Rockwell vai Eric Bowen
- Rosemarie DeWitt vai Amy Bowen
- Jared Harris vai Carrigan Burke
- Jane Adams vai Dr. Brooke Powell
- Saxon Sharbino vai Kendra Bowen
- Kyle Catlett vai Griffin Bowen
- Kennedi Clements vai Madison Bowen
- Nicholas Braun vai Boyd
- Susan Heyward vai Sophie
- Soma Bhatia vai Lauren